# دانيال بيلاليان
دانيال بلاليان (10أبريل 1947 - 14 مايو 2025) صحفي ومذيع أخبار ومقدم برامج تلفزيونية فرنسي. قدّم برامج في قناة اوتين 2، التي سُميت لاحقًا بقناة فرنسا 2. خلال فترة عمله في القناة، قدّم العديد من البرامج المختلفة بين عامي 1976-1991، ومن عامي 1994 2004. في عام ذااته أصبح المدير الرياضي في قناة فرانس تيليفيزيون. في عام 2016، توقف عن الظهور على التلفزيون وأصبح عضوًا في مجلس بلدية نويي سور سين.

## البرامج الرياضية
في يوليو 2004 تم تعيين دانييل بيلاليان رئيسًا لفريق التحرير الرياضي في قناة فرانس تلفزيون، ليعمل جنبًا إلى جنب مع المدير الرياضي فريديريك شيفيت. في فبراير 2005، أصبح مديرًا للرياضة، ليحل محل فريديريك شيفيت. علق على جميع مراسم افتتاح الألعاب الأولمبية في عام 2006، حفل افتتاح الألعاب الأولمبية في تورينو مع نيلسون مونفورت ولوك ألفاند؛ في عام 2008، حفل افتتاح دورة الألعاب الأولمبية الصيفية 2008 في بكين مع نيلسون مونفورت. في عام 2010، قام بالتعليق على حفل افتتاح دورة الألعاب الأولمبية في فانكوفر مع ألكسندر بوون وروتش فوازين. في عام 2014 علق على حفل افتتاح دورة الألعاب الأولمبية في سوتشي مع ألكسندر بوون وألبان ميكوزي. خلال الألعاب الأولمبية دافع عن فيليب كانديلورو، وهو مستشار للقناة، والذي تعرض لانتقادات بسبب تعليقات اعتبرت جنسية خلال منافسات التزلج النسائي. في عام 2016، علق على حفل افتتاح دورة الألعاب الأولمبية في ريو دي جانيرو مع ألكسندر بوون ولاعب كرة القدم البرازيلي راي .
في يناير 2010 ويتساءل الصحافيون الرياضيون في هيئة التحرير عن سبب تغيير الخط التحريري وأساليب الإدارة التي يعتبرونها خطيرة. في أبريل 2010 صوتوا الأغلبية على سحب الثقة من دانييل بلاليان، منددين بإدارته واتهموه بعدم الاهتمام بالإدارة اليومية لطاقم التحرير. في أكتوبر 2016 توقف عن الظهور على شاشة التلفزيون وانتقل إلى نويي سور سين، حيث أصبح عضوًا في مجلس بلدي.

## روابط خارجية
- دانيال بيلاليان في قاعدة بيانات الأفلام على الإنترنت